# びっくりUSA
『びっくりUSA』（びっくりユーエスエー）は、1983年10月2日から同年12月25日までテレビ朝日系列局で放送されていたテレビ朝日製作の報道番組・情報番組である。放送時間は毎週日曜 18:30 - 18:55 （日本標準時）。
アメリカ・ニューヨークを中心とする海外各地の動きや生活情報を伝えていたニュースショー。千本太郎と宮崎美子がキャスターを務めていた。